# Чілібі Петро Христофорович
Петро́ Христофо́рович Чілі́бі (нар. 21 березня 1955, м. Запоріжжя, УРСР) — колишній радянський футболіст, виступав на позиції захисника та півзахисника. Нині президент Федерації міні-футболу Одеси. Один із засновників та головний тренер ветеранського футбольного клубу «Рішельє» (Одеса).

## Біографія

### Кар'єра гравця
Петро Чілібі народився у Запоріжжі, де й почав робити перші кроки у великому футболі. Серед тренерів, що заклали майбутньому футболісту прекрасну технічну базу, перш за все слід відзначити Бориса Зозулю. У 1973 році юний захисник потрапив до дублюючого складу запорізького «Металурга», а трохи згодом одразу й до основного.
А далі була служба в армії та виступи за одеський СКА, у складі якого Чілібі ставав чемпіоном та призером чемпіонатів УРСР та переможцем першості Збройних Сил СРСР. Після двох років виступів у армійському клубі Петро Христофорович перебрався до іншого одеського клубу, яким став «Чорноморець». У складі «моряків» він відіграв чотири сезони у вищій лізі чемпіонату СРСР та вирішив повернутися до рідного Запоріжжя.
Однак у «Металурзі» він затримався ненадовго, перейшовши до дніпропетровського «Дніпра» разом з Сергієм Башкіровим. Це спричинило справжній скандал. Проти футболістів були налаштовані представники обкому Партії, їх переслідувала міліція, але зрештою все вирішилося для гравців найкращим чином. Того сезону дніпропетровці здобули бронзові нагороди, проте Чілібі провів на полі лише 8 поєдинків і медаль не отримав.
Після цього він знову вирушив до Одеси, де поповнив лави місцевого СКА. Демонструючи прекрасну гру, Петро Христофорович став справжнім лідером колективу, провівши у складі одеситів більше двох сотень матчів у яких показав досить непогану, як для захисника, результативність, вразивши ворота суперників 26 разів.

### Діяльність тренера та функціонера
Петро Чілібі є найбільш титулованим футболістом-ветераном України. У його активі перемоги у турнірі European Master Games-2008 та безліч трофеїв національного значення на клубному ветеранському рівні, а у складі збірної України він став володарем Кубку світу та переможцем Чемпіонату Європи серед ветеранів. В принципі, саме завдяки Петру Христофоровичу й почав набирати обертів ветеранський футбольний рух України після того, як у 1993 році Чілібі заснував команду «Рішельє» та став її граючим головним тренером.
У 2006 році Петро Чілібі презентував книгу власних спогадів «Футбол та життя на мою користь» (Одеса, ТЕС — 144 стр., літературний автор — Юрій Усатюк), котру присвятив цілій низці відомих гравців та тренерів, що лишили помітний слід у історії радянського футболу.
У липні 2011 року Петра Христофоровича було обрано президентом федерації міні-футболу Одеси.
5 липня 2012 року Петра Христофоровича було обрано президентом Федерації футболу Одеської області.

## Досягнення
Клубні трофеї
- Чемпіон 6 зони другої ліги чемпіонату СРСР (1977)
- Бронзовий призер 6 зони другої ліги чемпіонату СРСР (1988)

Особисті відзнаки
- Медаль федерації футболу України «За заслуги» (2005)[5]
- Почесний знак АМФОО

## Освіта
- Закінчив Запорізький педагогічний інститут